# DJ Pooh
Марк Джордан (англ. Mark Jordan; род. 29 июня 1969, Лос-Анджелес, Калифорния, США), более известный как DJ Пух (англ. DJ Pooh)
— американский музыкальный продюсер, рэпер, сценарист, актёр, режиссёр и актёр озвучивания.

## Биография
Наиболее известен ролью Реда в своём первом фильме «Пятница». DJ Пух написал сценарий к фильму вместе с Ice Cube и помог с разработкой персонажей.
В качестве продюсера и инженера по микшированию Пух выпустил альбомы для Ice Cube, Del tha Funkee Homosapien, LL Cool J, Yo-Yo, Tha Dogg Pound, King Tee и многих других. В 1996 году Пух представил основную часть второго альбома Snoop Dogg Tha Doggfather, который стал дважды платиновым. Пух сыграл всех трёх персонажей «Мак» в клипе Ice Cube на песню «Who’s the Mack?» с альбома AmeriKKKa’s Most Wanted.
Он также написал, спродюсировал и срежиссировал фильмы, такие как «Третья отсидка», «Мойка» и «Дом рассады».
DJ Пух был сопродюсером и сценаристом видеоигры Grand Theft Auto: San Andreas и креативным консультантом Grand Theft Auto V а также соавтором онлайн-версии, и ди-джеем на радиостанции игры West Coast Classics.
Пух озвучил 3 эпизода мультсериала «Гетто».

## Дискография
- 1997 — Bad Newz Travels Fast

## Фильмография
| Год       | Название          | Оригинальное название | Роль                  | Примечание                            |
| --------- | ----------------- | --------------------- | --------------------- | ------------------------------------- |
| 1995      | Пятница           | Friday                | Ред                   | Сосценарист, ассоциированный продюсер |
| 2000      | Третья отсидка    | 3 Strikes             | Трик Тёрнер / таксист | Режиссёр и сценарист                  |
| 2001      | Мойка             | The Wash              | Слим                  | Режиссёр, продюсер и сценарист        |
| 2005—2006 | Гетто             | The Boondocks         | Разные роли           | Озвучка                               |
| 2010      | Фрикник: Мюзикл   | Freaknik: The Musical | Даела Мэн             | Озвучка                               |
| 2017      | Дом рассады       | Grow House            |                       | Режиссёр и сценарист                  |
| TBA       | Последняя пятница | Last Friday           | Ред                   | Сосценарист                           |